# Vietnam's Next Top Model (mùa 8)
Vietnam's Next Top Model – Người mẫu Việt Nam 2017 là mùa thứ tám của loạt chương trình truyền hình thực tế Vietnam's Next Top Model được sản xuất bởi Đài Truyền hình Việt Nam và Multimedia JSC. Chương trình được phát sóng lúc 20h00 thứ bảy hàng tuần trên kênh VTV3, bắt đầu từ ngày 24 tháng 6 năm 2017. Chủ đề của mùa này là: All Stars - Ngôi sao hội tụ.

## Thông tin chung

### Thể lệ tham dự
Tất cả các thí sinh dự thi chương trình phải đáp ứng các yêu cầu sau:
- Thí sinh phải là công dân Việt Nam hoặc người nước ngoài gốc Việt Nam đủ 18 tuổi.
- Trình độ văn hóa tốt nghiệp trung học phổ thông trở lên.
- Chưa từng đoạt danh hiệu trong bất cứ cuộc thi sắc đẹp hoặc thời trang nào do hội đồng giám khảo xét duyệt mang tầm quốc gia trở lên, chưa từng có tiền án, tiền sự hay phẫu thuật chuyển đổi giới tính.
- Bao gồm 2 thành phần thí sinh: các thí sinh đã từng được vào nhà chung của các mùa giải trước và các thí sinh mới thông qua tuyển chọn trực tuyến.
- Mùa thi này chỉ có thí sinh nữ.

### Giám khảo
- Dẫn chương trình (Host): Người mẫu, diễn viên Trương Ngọc Ánh [2]
- Cố vấn chuyên môn (Model Mentor): Siêu mẫu Võ Hoàng Yến [3]
- Giám đốc sáng tạo (Creative Director): Chuyên gia trang điểm Đinh Nam Trung

### Giải thưởng
- Một hợp đồng độc quyền với công ty quản lý người mẫu BeU Model trong vòng 3 năm.
- Được công ty BeU Model hỗ trợ ký hợp đồng với công ty YG KPLUS thuộc tập đoàn YG Entertainment (Hàn Quốc)[4].
- Xuất hiện trên trang bìa của tạp chí Harper's Bazaar.
- Một phần thưởng từ thương hiệu nội thất Phố Xinh trị giá 100 triệu đồng.
- Quán quân Vietnam’s Next Top Model 2017 sẽ được lựa chọn trở thành người mẫu mở màn cho Tuần lễ thời trang quốc tế tại Việt Nam năm 2017 (Vietnam International Fashion Week 2017).
- Một chuyến trải nghiệm cánh đồng bông tại Mỹ cùng CANIFA.

Các thí sinh xuất sắc nhất sẽ có một chuyến trải nghiệm tại Seoul, Hàn Quốc.
Và còn rất nhiều giải thưởng có giá trị khác dành cho những thí sinh chiến thắng mỗi thử thách.

### Top Model Online 2017
Với sự đồng hành của Maybelline, chương trình đã mở ra cuộc thi Top Model Online để tìm ra thí sinh đầu tiên sẽ được bước vào cuộc thi. Cuộc thi được diễn ra từ ngày 1 tháng 3 đến ngày 8 tháng 5 năm 2017.
- Từ ngày 1 tháng 3 - 26 tháng 3, các thí sinh dự thi sẽ phải nộp hồ sơ dự thi thông qua trang Facebook chính thức của chương trình.
- Từ ngày 28 tháng 3 - 2 tháng 4, chương trình đã ghi nhận hơn 136 hồ sơ đăng kí dự thi và sẽ bước vào vòng 1, khi các khán giả sẽ bình chọn cho thí sinh nào sẽ được bước vào vòng trong của cuộc thi thông qua trang Facebook chính thức của chương trình. Kết quả là 41 thí sinh đã được chọn cho vòng 2.
- Từ ngày 3 tháng 4 - 7 tháng 4, chương trình đưa ra đề tài chụp hình cho 41 thí sinh để họ tự thực hiện bộ hình theo đề tài và đăng bài dự thi.
- Từ ngày 8 tháng 4 - 13 tháng 4, các khán giả sẽ bình chọn cho thí sinh nào sẽ được bước vào vòng trong thông qua trang Facebook chính thức của chương trình.
- Từ ngày 14 tháng 4 - 18 tháng 4, chương trình công bố 22 thí sinh được bình chọn nhiều nhất cho vòng 3 và họ sẽ được tập trung tại Hà Nội và TP. Hồ Chí Minh để đối mặt với những thử thách như catwalk và chụp hình chân dung cho Maybelline[6]. Diễn biến sẽ được tường thuật trực tiếp trên trang Facebook chính thức của chương trình.

#### Vòng chung kết tuyển chọn trực tuyến
- Thương hiệu đồng hành: Maybelline New York
- Chủ đề: Make It Happen - Làm cho điều đó xảy ra

| Thành phố             | Ngày      | Địa điểm                                  |
| --------------------- | --------- | ----------------------------------------- |
| Hà Nội                | 16/4/2017 | Trung tâm thương mại Tràng Tiền Plaza     |
| Thành phố Hồ Chí Minh | 18/4/2017 | Trung tâm hội nghị tiệc cưới Grand Palace |

- Từ ngày 26 tháng 4 - 2 tháng 5, các khán giả sẽ được xem kết quả của 22 thí sinh và bình chọn cho thí sinh sẽ được bước vào cuộc thi thông qua trang Facebook chính thức của chương trình.

Quán quân của cuộc thi Top Model Online 2017 và thí sinh đầu tiên của mùa giải này là Nguyễn Thị Phương Oanh đến từ Điện Biên và Nguyễn Hồng Anh đến từ Nghệ An.

## Danh sách thí sinh
(Tính theo độ tuổi từ khi còn trong chương trình)
| Thí sinh                | Năm sinh | Chiều cao              | Quê quán              | Mùa giải trước        | Mùa giải trước        | Bị loại ở | Hạng  |
| Thí sinh                | Năm sinh | Chiều cao              | Quê quán              | Mùa thi               | Hạng                  | Bị loại ở | Hạng  |
| ----------------------- | -------- | ---------------------- | --------------------- | --------------------- | --------------------- | --------- | ----- |
| Nguyễn Thị Phương Oanh  | 1999     | 1,78 m (5 ft 10 in)    | Điện Biên             | Top Model Online 2017 | Top Model Online 2017 | Tập 2     | 13    |
| Lương Thị Hồng Xuân     | 1996     | 1,90 m (6 ft 3 in)     | Bà Rịa – Vũng Tàu     | 6                     | 4-2                   | Tập 4     | 12    |
| Nguyễn Hồng Anh         | 1998     | 1,70 m (5 ft 7 in)     | Nghệ An               | Top Model Online 2017 | Top Model Online 2017 | Tập 5     | 11-10 |
| Trần Thị Thùy Trâm      | 1996     | 1,68 m (5 ft 6 in)     | Quảng Nam             | 7                     | 8                     | Tập 5     | 11-10 |
| Nguyễn Thị Hoàng Oanh   | 1987     | 1,73 m (5 ft 8 in)     | Thành phố Hồ Chí Minh | 2                     | 11-10                 | Tập 6     | 9     |
| Lại Thị Thanh Hương     | 1991     | 1,68 m (5 ft 6 in)     | Hải Phòng             | 1                     | 15-14                 | Tập 7     | 8     |
| Lê Minh Thúy (Kikki Lê) | 1989     | 1,74 m (5 ft 8+1⁄2 in) | Thuỵ Điển             | 2                     | 14                    | Tập 8     | 7     |
| Nguyễn Thị Hợp          | 1992     | 1,74 m (5 ft 8+1⁄2 in) | Quảng Ninh            | 6                     | 4-2                   | Tập 10    | 6     |
| Cao Thị Ngân            | 1992     | 1,78 m (5 ft 10 in)    | Kiên Giang            | 5                     | 5-3                   | Tập 11    | 5-4   |
| Cao Thị Thiên Trang     | 1993     | 1,77 m (5 ft 9+1⁄2 in) | Thành phố Hồ Chí Minh | 3                     | 3                     | Tập 11    | 5-4   |
| Nguyễn Thị Chà Mi       | 1994     | 1,74 m (5 ft 8+1⁄2 in) | Phú Thọ               | 4                     | 4-3                   | Tập 12    | 3-2   |
| Nguyễn Thị Thùy Dương   | 1990     | 1,74 m (5 ft 8+1⁄2 in) | Thành phố Hồ Chí Minh | 2                     | 9                     | Tập 12    | 3-2   |
| Lê Thị Kim Dung         | 1993     | 1,77 m (5 ft 9+1⁄2 in) | Nam Định              | 5                     | 12                    | Tập 12    | 1     |

## Các tập phát sóng

### Tập 1: Sự trở lại của các ngôi sao
Ngày phát sóng: 24 tháng 6 năm 2017
- Thử thách: Ra mắt công chúng tại họp báo Vietnam's Next Top Model
- Thử thách loại trừ: Chụp ảnh với tư thế treo ngược[8]
- Chủ đề chụp hình: Upside down
- Nhiếp ảnh gia: Samuel Hoàng, Lee Nguyễn
- Bức ảnh đẹp nhất: Thùy Trâm
- Top nguy hiểm: Hồng Anh & Hồng Xuân
- Thí sinh bị loại: Không có.

### Tập 2: "Team Sang" khai chiến!
Ngày phát sóng: 1 tháng 7 năm 2017
- Thử thách cá nhân: Thay trang phục trong 1 phút và catwalk theo nhạc[9]
- Chiến thắng thử thách cá nhân: Thùy Trâm
- Thử thách nhóm: Thay trang phục trong 3 phút (hoặc 4 phút) và catwalk nhóm theo nhạc
- Chiến thắng thử thách nhóm: Cao Ngân, Thanh Hương, Hoàng Oanh
- Thử thách loại trừ: Chụp hình nhóm trên đôi cà kheo[10]
- Nhiếp ảnh gia: Samuel Hoàng
- Bức ảnh đẹp nhất: Thiên Trang & Thùy Dương
- Top nguy hiểm: Cao Ngân & Hồng Xuân, Kim Dung & Phương Oanh
- Thí sinh bị loại: Phương Oanh.

### Tập 3: Chị im đi!
Ngày phát sóng: 8 tháng 7 năm 2017
- Thử thách: Tham gia tuyển chọn người mẫu trình diễn thời trang cho các nhà thiết kế trong chương trình "Triển lãm phong cách sống châu Âu"
- Thử thách loại trừ: Quay TVC thời trang - Thử thách với bàn xoay, lụa và gió [11]
- Thí sinh chiến thắng: Nguyễn Hợp
- Top nguy hiểm: Hoàng Oanh & Cao Ngân
- Thí sinh bị loại: Không có.

### Tập 4: Sự tàn khốc sau lưng thế giới người mẫu
Ngày phát sóng: 15 tháng 7 năm 2017
- Thử thách: Mix and Match (phối trang phục, chụp lookbook và quay KOLs) cùng nhãn hiệu IVY Moda

| Nhóm | Thí sinh    | Phong cách        |
| ---- | ----------- | ----------------- |
| 1    | Thùy Trâm   | Thời trang 1980s  |
| 1    | Nguyễn Hợp  | Thời trang 1980s  |
| 2    | Chà Mi      | Menswear          |
| 2    | Thanh Hương | Menswear          |
| 3    | Hồng Anh    | Sporty Chic       |
| 3    | Kikki Lê    | Sporty Chic       |
| 4    | Thùy Dương  | Tiệc đêm          |
| 4    | Thiên Trang | Tiệc đêm          |
| 5    | Kim Dung    | Thời trang Gothic |
| 5    | Hoàng Oanh  | Thời trang Gothic |
| 6    | Cao Ngân    | Quyến rũ          |
| 6    | Hồng Xuân   | Quyến rũ          |

- Chiến thắng thử thách: Kim Dung
- Thử thách loại trừ: Quay TVC oneshot thời trang
- Chủ đề TVC: Âm hưởng thời trang 1980s
- Thí sinh chiến thắng: Kikki Lê
- Top nguy hiểm: Hoàng Oanh & Hồng Xuân
- Thí sinh bị loại: Hồng Xuân [12].

### Tập 5: Vượt qua nỗi sợ hãi
Ngày phát sóng: 22 tháng 7 năm 2017
- Thử thách: Tạo dáng và chụp hình trong Mê cung Cổ Loa thành - KDL Suối Tiên (Quận 9)
- Chiến thắng thử thách: Hồng Anh
- Thử thách loại trừ: Tạo dáng và chụp hình với trăn
- Nhiếp ảnh gia: Tùng Chu
- Thí sinh chiến thắng: Cao Ngân
- Top nguy hiểm: Nguyễn Hợp, Hồng Anh & Thùy Trâm
- Thí sinh bị loại: Hồng Anh & Thùy Trâm.

### Tập 6: Tăng tốc trước chặng đua nước rút
Ngày phát sóng: 29 tháng 7 năm 2017
- Thử thách nhóm: Khiêu vũ thể thao (điệu Pasodoble) theo nhóm ba người
- Chiến thắng thử thách nhóm: Cao Ngân, Thanh Hương & Thùy Dương
- Thử thách cá nhân: Chụp hình khiêu vũ thể thao
- Chiến thắng thử thách cá nhân: Nguyễn Hợp
- Huấn luyện viên: Khánh Thi
- Thử thách loại trừ: Chụp hình động (cinemagraph) với thang dây và nước [13]
- Thí sinh chiến thắng: Chà Mi
- Top nguy hiểm: Hoàng Oanh & Thiên Trang
- Thí sinh bị loại: Hoàng Oanh.

### Tập 7: Chinh phục vòng xoay đầy nước mắt
Ngày phát sóng: 5 tháng 8 năm 2017
- Thử thách: Catwalk, tạo dáng và chụp hình trên vòng xoay
- Thử thách loại trừ: Tạo dáng đối xứng theo cặp và chụp hình trên vòng xoay [14]
- Nhiếp ảnh gia: Hà Nguyễn
- Thí sinh chiến thắng: Kim Dung [15]
- Top nguy hiểm: Thiên Trang, Chà Mi, Cao Ngân & Lại Thanh Hương
- Thí sinh bị loại: Lại Thanh Hương.

### Tập 8: Team Sang thất thế
Ngày phát sóng: 12 tháng 8 năm 2017
- Thử thách: Hóa thân (tạo hình, trang điểm) thành các biểu tượng thời trang: Lady Gaga, CL, Madonna, Katy Perry, Marilyn Monroe, Tyra Banks & Audrey Hepburn; chụp hình trên bàn nhún với sự hướng dẫn của một thí sinh khác đóng vai trò như giám đốc sáng tạo.
- Khách mời: Phi Phi Hoàng
- Thử thách loại trừ: Tạo dáng và chụp hình trên độ cao 15 mét [16]
- Nhiếp ảnh gia: Lee Nguyễn
- Thí sinh chiến thắng: Kim Dung
- Top nguy hiểm: Kikki Lê & Nguyễn Hợp
- Thí sinh bị loại: Kikki Lê [17].

### Tập 9: Ai là người diễn đạt nhất
Ngày phát sóng: 19 tháng 8 năm 2017
- Thử thách: Diễn xuất với NSND Lan Hương và Trương Ngọc Ánh theo tình huống

| Thí sinh    | Tình huống                                                         |
| ----------- | ------------------------------------------------------------------ |
| Kim Dung    | Con dâu đòi lại tiền gửi mẹ chồng                                  |
| Cao Ngân    | Mẹ chồng phát hiện cuốn nhật kí nói xấu gia đình chồng của con dâu |
| Nguyễn Hợp  | Con dâu đanh đá, mẹ chồng cam chịu                                 |
| Thùy Dương  | Mẹ chồng nghi ngờ con dâu ăn cắp ví tiền của mình                  |
| Chà Mi      | Mẹ chồng và em chồng tố cáo con dâu ngoại tình                     |
| Thiên Trang | Vợ trước của chồng đến đòi lại danh phận, đuổi con dâu ra khỏi nhà |

- Chiến thắng thử thách: Thiên Trang
- Huấn luyện viên: NSND Lan Hương
- Thử thách loại trừ: Quay một cảnh phim hành động: bay từ trên cao xuống ô tô đang chạy [18]
- Thí sinh chiến thắng: Không có [19]
- Thí sinh bị loại: Không có.

### Tập 10: Vòng loại tử thần
Ngày phát sóng: 26 tháng 8 năm 2017
- Thử thách: Bài trí cho không gian sống của một ngôi sao, thực hiện theo cặp
- Thử thách loại trừ: Tạo dáng cân bằng trên chiếc bập bênh với trang phục mang phong cách Pop Art
- Khách mời: Hứa Vĩ Văn [20]
- Nhiếp ảnh gia: Lee Nguyễn
- Thí sinh chiến thắng: Thùy Dương
- Top nguy hiểm: Chà Mi & Cao Ngân
- Thí sinh bị loại: Nguyễn Hợp [21].

### Tập 11: Đường đua cuối cùng
Ngày phát sóng: 2 tháng 9 năm 2017
- Thử thách 1: Quảng cáo thời trang nhãn hàng CANIFA

| Thí sinh    | Phong cách                          |
| ----------- | ----------------------------------- |
| Cao Ngân    | Casual Basic                        |
| Kim Dung    | Thể thao - Dòng hàng Active         |
| Thùy Dương  | Cô gái Lãng mạn - Thanh lịch        |
| Chà Mi      | Kết hợp giữa việc đi làm và đi chơi |
| Thiên Trang | Young Urban - Cô gái thành thị      |

- Thừ thách 2: Catwalk trên không [22] và quảng bá cho Tuần lễ Thời trang Quốc tế Việt Nam - Vietnam International Fashion Week Thu - Đông 2017
- Giám khảo khách mời: Lê Thị Quỳnh Trang (Chủ tich - Người sáng lập Tuần lễ Thời trang Quốc tế Việt Nam - Vietnam International Fashion Week)
- Thí sinh chiến thắng: Thùy Dương
- Top nguy hiểm: Kim Dung, Cao Ngân & Thiên Trang
- Thí sinh bị loại: Cao Ngân & Thiên Trang.

### Tập 12: Trận chiến quyết liệt vươn đến ngôi vị danh giá
Tường thuật trực tiếp: 9 tháng 9 năm 2017
- Thử thách 1: Catwalk với trang phục của nhà thiết kế Nguyễn Tiến Truyển
- Thử thách 2: Chụp hình cá nhân và nhóm với concept "I am a Star"
- Nhiếp ảnh gia: Hà Đỗ
- Thí sinh chiến thắng chung cuộc: Lê Thị Kim Dung [23][24]
- Thí sinh về nhì: Nguyễn Thị Thùy Dương & Nguyễn Thị Chà Mi.

## Kết quả

### Kết quả đánh giá và loại
| Thứ hạng | Thí sinh    | Tập   | Tập   | Thứ tự gọi tên | Tập         | Tập         | Tập         | Tập         | Tập         | Tập         | Tập         | Tập         | Tập        |
| Thứ hạng | Thí sinh    | 1     | 2     | Thứ tự gọi tên | 3           | 4           | 5           | 6           | 7           | 8           | 10          | 11          | 12         |
| -------- | ----------- | ----- | ----- | -------------- | ----------- | ----------- | ----------- | ----------- | ----------- | ----------- | ----------- | ----------- | ---------- |
| 1        | Kim Dung    | Qua   | Thấp  | 1              | Nguyễn Hợp  | Kikki Lê    | Cao Ngân    | Chà Mi      | Kim Dung    | Kim Dung    | Thùy Dương  | Thùy Dương  | Kim Dung   |
| 2        | Thùy Dương  | Qua   | Thắng | 2              | Thiên Trang | Thùy Trâm   | Thiên Trang | Kikki Lê    | Nguyễn Hợp  | Cao Ngân    | Thiên Trang | Chà Mi      | Thùy Dương |
| 2        | Chà Mi      | Qua   | Qua   | 3              | Kim Dung    | Thanh Hương | Thùy Dương  | Thùy Dương  | Thùy Dương  | Thùy Dương  | Kim Dung    | Kim Dung    | Chà Mi     |
| 4        | Thiên Trang | Qua   | Thắng | 4              | Kikki Lê    | Thùy Dương  | Chà Mi      | Cao Ngân    | Kikki Lê    | Thiên Trang | Chà Mi      | Thiên Trang |            |
| 4        | Cao Ngân    | Thấp  | Thấp  | 5              | Chà Mi      | Nguyễn Hợp  | Thanh Hương | Kim Dung    | Cao Ngân    | Chà Mi      | Cao Ngân    | Cao Ngân    |            |
| 6        | Nguyễn Hợp  | Qua   | Qua   | 6              | Thùy Trâm   | Chà Mi      | Kikki Lê    | Thanh Hương | Thiên Trang | Nguyễn Hợp  | Nguyễn Hợp  |             |            |
| 7        | Kikki Lê    | Thấp  | Qua   | 7              | Thùy Dương  | Kim Dung    | Kim Dung    | Nguyễn Hợp  | Chà Mi      | Kikki Lê    |             |             |            |
| 8        | Thanh Hương | Qua   | Qua   | 8              | Thanh Hương | Thiên Trang | Hoàng Oanh  | Thiên Trang | Thanh Hương |             |             |             |            |
| 9        | Hoàng Oanh  | Thấp  | Qua   | 9              | Hồng Anh    | Cao Ngân    | Nguyễn Hợp  | Hoàng Oanh  |             |             |             |             |            |
| 10       | Hồng Anh    | Thấp  | Qua   | 10             | Hồng Xuân   | Hồng Anh    | Hồng Anh    |             |             |             |             |             |            |
| 10       | Thùy Trâm   | Thắng | Qua   | 11             | Hoàng Oanh  | Hoàng Oanh  | Thuỳ Trâm   |             |             |             |             |             |            |
| 12       | Hồng Xuân   | Thấp  | Thấp  | 12             | Cao Ngân    | Hồng Xuân   |             |             |             |             |             |             |            |
| 13       | Phương Oanh | Qua   | Loại  |                |             |             |             |             |             |             |             |             |            |

     Thí sinh chiến thắng chung cuộc
     Thí sinh về nhì chung cuộc
     Thí sinh được giám khảo cho thêm cơ hội ở lại cuộc thi
     Thí sinh bị loại
     Thí sinh bị loại cá biệt
     (Thắng) Thí sinh có bức ảnh đẹp nhất tuần
     (Thấp) Thí sinh trong nhóm không an toàn
     (Thấp) Thí sinh rơi vào nhóm nguy hiểm
     (Loại) Thí sinh bị loại
1. ↑  Trong tập 1 và tập 2, các thí sinh chưa được đánh giá trong phòng loại, và thứ tự gọi tên của Trương Ngọc Ánh không theo bất cứ thứ tự xếp hạng nào
2. ↑  Trong tập 10, Nguyễn Hợp bị loại vì không đồng ý tiếp tục thực hiện thử thách diễn xuất do giám khảo đặt ra

## Sau Top Model
- Phương Oanh: chủ yếu hoạt động dưới nghệ danh Dahan và kí hợp đồng với Nomad Management, Taste Management, PRM Agency ở Luân Đôn, Metropolitan Models ở Paris, Women Management ở Milan, MGM Models ở Hamburg và New York Model Management ở New York. Cô làm người mẫu ảnh[25] và được xuất hiện trong chiến dịch quảng cáo trong và ngoài nước cho Fila, Gucci[26], Datt Official, FanCì, Vaegabond, C.Dam OfficiaI, NTK Đỗ Mạnh Cường[27][28], NTK Lý Giám Tiền, NTK Công Trí[29], HUTECH[30], Fortythree UK, Halpern UK[31], Y/Project Pháp, Erdem UK[32], Furla Italia[33], Edward Crutchley[34], Margaret Howell[35], Vestiaire Collective UK[36], Helmut Lang US, Balmain US[37], Fenty Beauty US, Tibi US,... Cô được sải bước trên một số sàn diễn thời trang lớn của Vungoc&Son, NTK Đỗ Mạnh Cường, NTK Chung Thanh Phong, NTK Đỗ Long, NTK Trần Hùng, Stella McCartney[38], Marc Jacobs[39], Diesel[40], Alexander Wang, Tibi US, Xu Hướng & Phong Cách, Elle Fashion Journey[41][42], Fashion Voyage, Vietnam International Fashion Week[43], Vietnam International Fashion Festival[44][45], London Fashion Week[46], Milan Fashion Week[47][48], Paris Fashion Week[49][50], New York Fashion Week[51][52],... và xuất hiện trên tạp chí cùng với một số trang bìa trong nước như Harper's Bazaar[53][54][55], Elle[56], Đẹp[57], L'Officiel, Heritage Fashion,... và ngoài nước như Alice D UK, Sicky UK, L'Officiel Singapore, F Word UK, Fraeulein UK, Vogue Thái Lan[58], The Wow UK, The Perfect UK[59], Vogue Ba Lan, V US[60], 10 US, Magazine Pháp[61],... Ngoài ra, cô còn tham gia đóng phim 578: Phát đạn của kẻ điên,  xuất hiện trong video âm nhạc "Red Rum" của Táo ft. Astronormous & An Trần Saxophone và cô được trao một số giải thưởng như "Female Model Of The Year" của Harper's Bazaar Star Awards 2022, "Ngôi Sao Thời Trang Tài Năng 2022" của Ngôi sao - VnExpress,...
- Hồng Anh: kí hợp đồng với BeU Models và Nomad Management. Cô làm người mẫu ảnh[62] và sải bước trên một số sàn diễn thời trang của Phong Cách & Cuộc Sống, Vietnam International Flora Expo 2018,... Ngoài ra, cô còn tham gia cuộc thi Hoa Hậu Các Dân Tộc Việt Nam 2022[63]. Cô đã rút khỏi ngành người mẫu từ năm 2019.